# Lista siturilor arheologice din județul Ialomița - H
Lista siturilor arheologice din județul Ialomița - H conține toate siturile arheologice din județul Ialomița înscrise în Repertoriul Arheologic Național (RAN) și aflate în localități al căror nume începe cu litera H. RAN este administrat de Ministerul Culturii și Patrimoniului Național și cuprinde date științifice, cartografice, topografice, imagini și planuri, precum și orice alte informații privitoare la zonele cu potențial arheologic, studiate sau nu, încă existente sau dispărute.
Puteți căuta un sit din localitățile care încep cu litera H folosind formularul de mai jos sau puteți naviga prin toate siturile din județ la Lista siturilor arheologice din județul Ialomița.
| Cod RAN                                  | Denumire                                                                                           | Localitate                              | Adresă  | Datare                                     | Descoperit | Coordonate                                    | Imagine           | Erori            |
| ---------------------------------------- | -------------------------------------------------------------------------------------------------- | --------------------------------------- | ------- | ------------------------------------------ | ---------- | --------------------------------------------- | ----------------- | ---------------- |
| 94027.01.01 (Cod LMI: IL-I-s-B-14052)    | Situl arheologic de la Hagieni - "Chirana" / ansamblu anonim (Categorie: locuire) (Tip: Necropolă) | sat Hagieni, comuna Mihail Kogălniceanu | Chirana | Dridu sec. IX - XI                         |            | 44°40′16″N 27°47′23″E / 44.67111°N 27.78972°E | Încărcați imagine | Raportați eroare |
| 94027.01.02 (Cod LMI: IL-I-m-B-14052.01) | Situl arheologic de la Hagieni - "Chirana" / ansamblu anonim (Categorie: locuire) (Tip: Așezare)   | sat Hagieni, comuna Mihail Kogălniceanu | Chirana | sec. XVII - XVIII                          |            | 44°40′16″N 27°47′23″E / 44.67111°N 27.78972°E | Încărcați imagine | Raportați eroare |
| 94027.01.03 (Cod LMI: IL-I-m-B-14052.02) | Situl arheologic de la Hagieni - "Chirana" / ansamblu anonim (Categorie: locuire) (Tip: Așezare)   | sat Hagieni, comuna Mihail Kogălniceanu | Chirana | sec.IX-XI                                  |            | 44°40′16″N 27°47′23″E / 44.67111°N 27.78972°E | Încărcați imagine | Raportați eroare |
| 105062.01.01                             | Așezarea culturii Dridu (I) de la Hagiești / ansamblu anonim (Categorie: așezare) (Tip: Așezare)   | sat Hagiești, comuna Sinești            |         | Dridu sec. IX-X                            |            | 44°32′47″N 26°26′46″E / 44.54639°N 26.44611°E | Încărcați imagine | Raportați eroare |
| 105062.02.01                             | Așezarea culturii Dridu (II) de la Hagiești / ansamblu anonim (Categorie: așezare) (Tip: Așezare)  | sat Hagiești, comuna Sinești            |         | Dridu sec. IX-X                            | 1972       | 44°32′43″N 26°26′20″E / 44.54528°N 26.43889°E | Încărcați imagine | Raportați eroare |
| 105062.03.01                             | Situl arheologic de la Hagiești / ansamblu anonim (Categorie: așezare) (Tip: Așezare)              | sat Hagiești, comuna Sinești            |         |                                            |            | 44°32′59″N 26°25′50″E / 44.54972°N 26.43056°E | Încărcați imagine | Raportați eroare |
| 105062.03.02                             | Situl arheologic de la Hagiești / ansamblu anonim (Categorie: așezare) (Tip: Așezare)              | sat Hagiești, comuna Sinești            |         | Sântana de Mureș - Cerneahov sec. IV p.Chr |            | 44°32′59″N 26°25′50″E / 44.54972°N 26.43056°E | Încărcați imagine | Raportați eroare |
| 105062.03.03                             | Situl arheologic de la Hagiești / ansamblu anonim (Categorie: așezare) (Tip: Așezare)              | sat Hagiești, comuna Sinești            |         | Dridu                                      |            | 44°32′59″N 26°25′50″E / 44.54972°N 26.43056°E | Încărcați imagine | Raportați eroare |